# Ulrich IV. (Hanau)
Ulrich IV. von Hanau (* zwischen 1330 und 1340; † 1380) war ab 1369/70 Herr von Hanau.

## Leben
Ulrich IV. stammte aus dem Adelsgeschlecht Hanau. Geboren wurde er zwischen 1330 und 1340, was sich allein aus dem vermuteten Jahr der Eheschließung seiner Eltern, Ulrich III. von Hanau und Adelheid von Nassau, und seinem ersten urkundlichen Auftreten ergibt.
Ende 1369 oder Anfang 1370 folgte Ulrich IV. seinem Vater in der Herrschaft Hanau. Da dessen Todeszeitpunkt nicht genauer überliefert ist, kann auch der Amtsantritt Ulrichs IV. nicht genauer gefasst werden.

### Reichspolitik
Am 20. März 1371 erhielt er die Bestellung zum Landvogt in der Wetterau durch Herzog Wenzel von Böhmen als Vertreter Kaiser Karls IV. im Reich. Auch hierin folgte er der Stellung seines Vaters. Aber schon im Herbst des gleichen Jahres hatte er die Stellung nicht mehr inne. Landvogt war nun Erzbischof Johann von Mainz. Eventuell hat der Kaiser die Ernennung Ulrichs IV. nicht bestätigt.
Er war in seiner Regierungszeit in verschiedene Fehden und Regionalkriege verwickelt, darunter dem Sternerkrieg, einer Auseinandersetzung zwischen der expandierenden Landgrafschaft Hessen und diese umgebenden kleineren Territorialherren.
Wohl in diesem Zusammenhang erschlug Ulrich IV. im hanauischen Steinau an der Straße den Ritter Frowin von Hutten, der auf der Seite des Landgrafen stand. Der genaue Hergang des Vorfalls ist nicht bekannt. Die Verwandten des Erschlagenen, vor allem sein Bruder Konrad von Hutten, stellten Ulrich IV. nach und setzten ihn gefangen. Der Onkel Ulrichs IV., Bischof Adolf von Speyer, vermittelte die Aussöhnung. Preis dafür war, dass Ulrich IV. ein Sühnegeld in Höhe von 7500 Gulden zahlte, im Kloster Schlüchtern eine ewige Messe und ein ewiges Licht stiftete, ferner den Pfründen zur Unterhaltung des Altars 50 Gulden zustiftete und dem Erschlagenen ein steinernes Sühnekreuz im Wert von 100 Gulden an dem Haus, in dem die Tat begangen wurde, setzte. Hinzu traten diverse politische Zugeständnisse, die verhindern sollten, dass Ulrich IV. weiter auf der Seite der Sterner gegen den Landgrafen von Hessen kämpfte.
Parallel zu diesen wenig friedlichen Ereignissen nahm Ulrich IV. aber weiter an der Landfriedenspolitik seines Vorgängers teil.

### Gebietserwerb
Durch seine Hochzeit mit Elisabeth von Wertheim erhielt Hanau bereits 1366 oder 1367 ein Viertel der Burg und Herrschaft Breuberg. Erst unter Ulrichs Nachfolgern kauften die Grafen von Wertheim 1409 diesen Anteil zurück.
Es gelang Ulrich IV. 1371 das gegenüber Hanau auf der anderen Mainseite gelegene Steinheim von den Herren von Eppstein zu erwerben – wenn auch nur vorübergehend –, ebenso wie deren Anteile am Freigericht Alzenau. Die Hälfte von Steinheim veräußerte er bereits 1377 an Graf Wilhelm II. von Katzenelnbogen, seinen Schwager, weiter. Vorübergehend (1378–1389) gelangte er und sein Nachfolger in den Besitz von Burg und Stadt Königstein und anderen Rechten und Einkünften, die die Herren von Falkenstein-Münzenberg an ihn, Frankfurt und Falkenstein als Sicherheit für einen Kredit hatten übergeben müssen.
1372 verkaufte er das hanauische Babenhausen für 4000 Gulden an die böhmische Krone, erhielt es aber sofort als Lehen wieder zurück. Hintergrund dieser Transaktion ist das Bemühen der Kurfürsten – hier des böhmischen – gesicherte Wege und Plätze zwischen ihren Residenzen und dem Wahlort der deutschen Könige, zu dem ja mit der Goldenen Bulle von 1356 endgültig Frankfurt am Main geworden war, zu gewinnen. Babenhausen liegt etwa eine Tagesreise von Frankfurt entfernt und war so als nächster „Trittstein“ zur Wahlstätte sehr geeignet.
1374 verpfändete das Kloster Fulda die Veste Otzberg, die Stadt Hering und seinen Anteil an Umstadt an Ulrich IV. 1390 verkaufte das Kloster diese Territorien an Pfalzgraf Ruprecht II., wodurch die Kurpfalz zum Schuldner von Hanau wurde. Hanau wurde damit Teilhaber am Kondominat Umstadt. 1377 erhielt Ulrich IV. die zweite Hälfte des Amtes Schlüchtern im Tausch gegen die Burg Bütthard und das Amt Altenhaßlau als Lehen von Bischof Gerhard von Schwarzburg von Würzburg.

### Innen- und Hauspolitik
Ulrich IV. bestätigte und erweiterte 1375 das erstmals durch seinen Großvater Ulrich II. 1339 festgeschriebene Primogeniturrecht in der Herrschaft Hanau und verlieh ihm damit die für die kommenden Jahrhunderte seine endgültige Form. In der politischen Praxis der Herrschaft und späteren Grafschaft Hanau sollte es jedoch noch mehrfach umgangen werden.

## Tod
Ulrich IV. starb im September oder Oktober des Jahres 1380. Begraben wurde er – wie alle seine Vorfahren – im Kloster Arnsburg. Dies war das letzte Mal, dass dieses „Erbbegräbnis“ der Familie der Herren von Hanau in Anspruch genommen wurde.

## Familie
1366 oder 1367 heiratete er Elisabeth von Wertheim, Tochter Eberhards von Wertheim. (Die Verlobung ist für den 11. Februar 1366 nachgewiesen, die Hochzeitsvereinbarung auf den 15. Februar 1366 datiert, am 12. März 1367 tritt sie erstmals in einer Urkunde als Gemahlin Ulrichs IV. auf.) Aus dieser Ehe sind vier Kinder nachgewiesen:
1. Ulrich V., regiert 1380–1404
2. Reinhard II., regiert 1404–1451
3. Johann, Mitregent 1404–1411
4. Konrad (nachgewiesen: 1388–1419)

## Vorfahren
| Ahnentafel von Ulrich IV. | Ahnentafel von Ulrich IV.                                                                             | Ahnentafel von Ulrich IV.                                                                                    | Ahnentafel von Ulrich IV.                                                           | Ahnentafel von Ulrich IV.                                                                                    | Ahnentafel von Ulrich IV. | Ahnentafel von Ulrich IV. |
| ------------------------- | --- | --- | ----------------------------------------------------------------------------------- | --- | ------------------------- | ------------------------- |
| Urgroßeltern              | Ulrich I. von Hanau (* 1250/60; † 1305/06) ⚭ Elisabeth von Rieneck-Rotenfels (* ca. 1260; † ca. 1300) | Kraft I. von Hohenlohe-Weikersheim (nachgewiesen 1260–1312) 2. ⚭ vmtl. Margarethe von Truhendingen-Dillingen | König Adolf von Nassau (1255 - † 1298) ⚭ Imagina von Isenburg-Limburg († nach 1313) | Landgraf Heinrich d. J. von Hessen (* ca. 1264; † ca. 1298) ⚭ Agnes von Bayern (* ca. 1276/1277; † ca. 1340) |                           |                           |
| Großeltern                | Ulrich II. von Hanau (* 1280; † 1346) ⚭ Agnes von Hohenlohe-Weikersheim (* vor 1295; † 1342/44)       | Ulrich II. von Hanau (* 1280; † 1346) ⚭ Agnes von Hohenlohe-Weikersheim (* vor 1295; † 1342/44)              | Gerlach I. von Nassau (nachgewiesen 1288–1361) ⚭ Agnes von Hessen († 1322)          | Gerlach I. von Nassau (nachgewiesen 1288–1361) ⚭ Agnes von Hessen († 1322)                                   |                           |                           |
| Eltern                    | Ulrich III. von Hanau (* 1310; † 1369/70) ⚭ Adelheid von Nassau († 1344)                              | Ulrich III. von Hanau (* 1310; † 1369/70) ⚭ Adelheid von Nassau († 1344)                                     | Ulrich III. von Hanau (* 1310; † 1369/70) ⚭ Adelheid von Nassau († 1344)            | Ulrich III. von Hanau (* 1310; † 1369/70) ⚭ Adelheid von Nassau († 1344)                                     |                           |                           |
| Ulrich IV.                | | |                                                                                     | |                           |                           |